# 二十日正月
二十日正月（はつかしょうがつ）とは、日本の行事。1月20日のことを指し、この日は正月の納めの日、または仕事始めの日とされる。新年の季語。
地域により、その風習に因んで、骨正月・頭正月・団子正月・麦正月・乞食正月・奴正月・灸正月・とろろ正月・はったい正月などとも言われる。

## 概説
小正月（1月14日）から7日目に当たる1月20日を「二十日正月」と言い、この日は、西日本においては正月納めの日、東日本においては仕事始めの日されている。かつては正月の祝い納めとして仕事を休む物忌みの日であった。
京阪神地方では、正月に用いた鰤の骨や頭を酒粕・野菜・大豆などと一緒に煮て食べることから骨正月・頭正月とも言う。他の地方（近畿以西）でも、乞食正月（石川県）、棚探し（群馬県）、フセ正月（岐阜県）などと言って、正月の御馳走や餅などを食べ尽くす風習がある。
地方によっては1月30日を三十日正月（みそかしょうがつ）という。